# Thuế trước bạ
Lệ phí trước bạ hay Thuế trước bạ đánh vào các loại giấy tờ.

## Lịch sử
Thời xưa, mỗi khi chính quyền xác nhận một giấy tờ nào đó sẽ dán một hoặc vài con tem lên giấy tờ đó để chứng thực dịch vụ công ích này đã được trả tiền. Lệ phí trước bạ được áp dụng ở Hà Lan từ năm 1624.

## Các loại giấy tờ bị đánh lệ phí trước bạ
Các loại giấy tờ bị đánh lệ phí trước bạ đều là những giấy tờ cần xác nhận của chính quyền để đảm bảo tính pháp lý của chúng, như các văn bản hợp đồng, chứng thư, thư tín dụng, giấy tờ ủy thác, sổ tiết kiệm do các thể chế dịch vụ tín dụng phát hành, một số loại chứng khoán, các giấy tờ đăng ký.

## Người nộp lệ phí trước bạ
Người nộp thuế trước bạ là người làm ra các giấy tờ nói trên. Ví dụ hợp đồng được lập ra bởi hai người thì cả hai người về mặt pháp lý đều phải nộp lệ phí trước bạ (tuy có thể có thỏa thuận giữa hai người về việc ai phải nộp bao nhiêu). Hoặc ví dụ người đi đăng ký xe máy sẽ phải nộp lệ phí trước bạ.